# Agalinis
Agalinis es un género  de plantas fanerógamas que se ha clasificado anteriormente en la familia Scrophulariaceae, pero que de acuerdo con la investigación genética, forman parte de la familia Orobanchaceae.  Comprende 93 especies descritas y de estas, solo 63 aceptadas. Se distribuye  desde los Estados Unidos hasta el norte de Argentina y en las Antillas.

## Descripción
Son hierbas anuales o perennes o arbustos, generalmente erectos, hemiparásitos; tallos simples o ramificados. Hojas más o menos enteras, sésiles o indistintamente pecioladas. Flores en racimos terminales o panículas, pedicelos bibracteolados o ebracteolados; cáliz campanulado, 5-lobado, los lobos unidos excepto en el ápice; corola campanulada o a veces bilabiada, 5-lobada; estambres fértiles 4, didínamos, los filamentos insertos medialmente en el tubo corolino; estilo simple, estigma linear, entero. Cápsula generalmente globosa, mucronulada, loculicida y a veces secundariamente septicida, leñosa o coriácea; semillas reticuladas.

## Taxonomía
El género fue descrito por Constantine Samuel Rafinesque y publicado en New flora and botany of North America, or, A supplemental flora, additional to all the botanical works on North America and the United States. Containing 1000 new or revised species. 2: 61–65. 1836[1837].

## Especies aceptadas
A continuación se brinda un listado de las especies del género Agalinis  aceptadas hasta mayo de 2014, ordenadas alfabéticamente. Para cada una se indica el nombre binomial seguido del autor, abreviado según las convenciones y usos: 
| - Agalinis acuta Pennell - Agalinis angustifolia (Mart.) D'Arcy - Agalinis aphylla (Nutt.) Raf. - Agalinis aspera (Douglas ex Benth.) Britton - Agalinis auriculata (Michx.) S.F.Blake - Agalinis bandeirensis Barringer - Agalinis bangii (Kuntze) Barringer - Agalinis brachyphylla (Cham. & Schltdl.) D'Arcy - Agalinis brevifolia (Rusby) S. Beck - Agalinis calycina Pennell - Agalinis chaparensis Barringer - Agalinis communis (Cham. & Schltdl.) D'Arcy - Agalinis densiflora (Benth.) S.F.Blake - Agalinis digitalis (Benth.) Barringer - Agalinis divaricata (Chapm.) Pennell - Agalinis domingensis (Spreng.) D'Arcy - Agalinis edwardsiana Pennell - Agalinis fasciculata (Scott-Elliot) Raf. - Agalinis fiebrigii (Diels) D'Arcy - Agalinis filicaulis (Benth.) Pennell - Agalinis filifolia (Nutt.) Raf. - Agalinis gattingeri (Small) Small ex Britton & A.Br. - Agalinis genistifolia (Cham. & Schltdl.) D'Arcy - Agalinis gypsophila B.L.Turner - Agalinis heterophylla (Nutt.) Small ex Britton - Agalinis homalantha Pennell - Agalinis humilis (Diels) D'Arcy - Agalinis itambensis V.C.Souza & S.I.Elias - Agalinis kingsii Proctor - Agalinis lanceolata (Ruiz & Pav.) D'Arcy - Agalinis laxa Pennell - Agalinis linarioides (Cham. & Schltdl.) D'Arcy | - Agalinis linifolia (Nutt.) Britton - Agalinis maritima (Raf.) Raf. - Agalinis megalantha (Diels) D'Arcy - Agalinis meyeniana (Benth.) Barringer - Agalinis nana S.I.Elias & V.C.Souza - Agalinis navasotensis Dubrule & Canne-Hill. - Agalinis neoscotica (Greene) Fernald - Agalinis nuttallii Shinners - Agalinis obtusifolia Raf. - Agalinis oligophylla Pennell - Agalinis ovatifolia (Rusby) S. Beck - Agalinis paupercula (A.Gray) Britton - Agalinis peduncularis (Benth.) Pennell - Agalinis pennellii Barringer - Agalinis pinetorum Pennell - Agalinis plukenetii (Elliott) Raf. - Agalinis pulchella Pennell - Agalinis purpurea (L.) Pennell - Agalinis ramosissima (Benth.) D'Arcy - Agalinis ramulifera Barringer - Agalinis reflexidens (Herzog) D'Arcy - Agalinis scarlatina (Herzog) D'Arcy - Agalinis schwackeana (Diels) V.C.Souza & Giul. - Agalinis setacea (J.F.Gmel.) Raf. - Agalinis skinneriana (Alph. Wood) Britton - Agalinis stenantha (Diels) D'Arcy - Agalinis strictifolia (Benth.) Pennell - Agalinis tarijensis (R.E.Fr.) D'Arcy - Agalinis tenuifolia (Vahl) Raf. - Agalinis viridis (Small) Pennell - Agalinis wrightii (A.Gray) Tidestr. |